# Scotochroides antennatus
Scotochroides antennatus là một loài bọ cánh cứng trong họ Melandryidae. Loài này được Mank miêu tả khoa học năm 1939.